# Jalen Brunson
Jalen Marquis Brunson (Nuevo Brunswick, Nueva Jersey, 31 de agosto de 1996) es un baloncestista estadounidense que pertenece a la plantilla de los New York Knicks de la NBA. Con 1,88 metros de estatura, juega en la posición de base. Es hijo del que fuera nueve temporadas jugador de la NBA y actual entrenador Rick Brunson.

## Trayectoria deportiva

### Primeros años
Su etapa de instituto la pasó en el Stevenson High School de Lincolnshire (Illinois), donde ya en su segunda temporada acabó promediando 21,5 puntos por partido. En su temporada júnior acabó siendo reconocido como el mejor base de instituto a nivel nacional, tras promediar 26,1 puntos, 5,4 rebotes, 4,7 asistencias y 2,9 robos de balón para un equipo el de Stevenson que acabó la temporada con un balance de 32 victorias y 2 derrotas. Al término de la temporada, Associated Press le eligió como el único jugador no sénior en su mejor quinteto nacional, junto a Jahlil Okafor, Cliff Alexander, Tyler Ulis y Sean O'Mara.
En septiembre de 2014 anunció que sus opciones de universidad para la temporada siguiente se habían reducido a dos, Illinois y Villanova, conformando pocos días después que jugaría para los Wildcats. En enero de 2015 fue seleccionado para disputar el McDonald's All-American Game, mientras que al mes siguiente sería uno de los once jugadores seleccionados para representar a Estados Unidos en el Nike Hoop Summit. En abril jugó también el Jordan Brand Classic. Acabó su temporada sénior promediando 23,3 puntos, 5,3 asistencias, 4.7 rebotes y 2,6 robos.

### Universidad

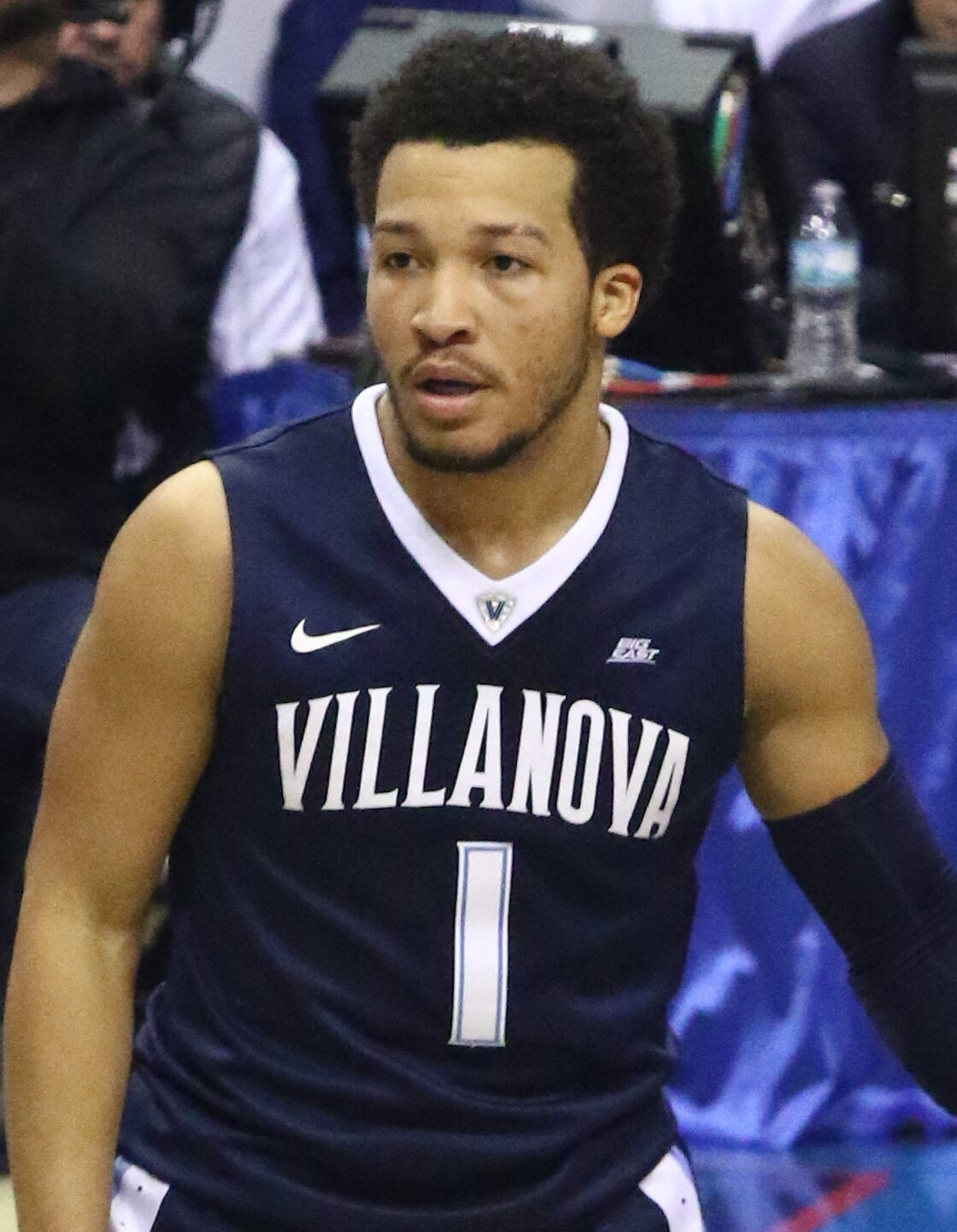
Brunson con Villanova en 2017.

Jugó tres temporadas con los Wildcats de la Universidad de Villanova, en las que promedió 14,4 puntos, 3,7 asistencias y 2,5 rebotes por partido. En su primera temporada en el equipo logró su primer Torneo de la NCAA, jugando la final como titular ante North Carolina Tar Heels, a los que derrotaron 77-74.
En su temporada júnior, además de ser elegido en el primer equipo All-American consensuado, acaparó numerosos premios individuales, como el Oscar Robertson Trophy el Associated Press College Basketball Player of the Year, el Naismith College Player of the Year, el Premio John R. Wooden, el Jugador del Año de la NABC, el Premio Bob Cousy, y el Premio Sporting News al Baloncestista Universitario del Año.

#### Estadísticas
| Año     | Equipo    | PJ  | PT  | MPP  | %TC  | %3P  | %TL  | RPP | APP | ROB | TPP | PPP  |
| ------- | --------- | --- | --- | ---- | ---- | ---- | ---- | --- | --- | --- | --- | ---- |
| 2015–16 | Villanova | 40  | 39  | 24.0 | .452 | .383 | .774 | 1.8 | 2.5 | .7  | .0  | 9.6  |
| 2016–17 | Villanova | 36  | 36  | 31.1 | .541 | .378 | .876 | 2.6 | 4.1 | .9  | .0  | 14.7 |
| 2017–18 | Villanova | 40  | 40  | 31.8 | .521 | .408 | .802 | 3.1 | 4.6 | .9  | .0  | 18.9 |
| Total   | Total     | 116 | 115 | 28.9 | .510 | .393 | .820 | 2.5 | 3.7 | .8  | .0  | 14.4 |

### Profesional
Fue elegido en la trigésimo tercera posición del Draft de la NBA por los Dallas Mavericks, con los que participó en las Ligas de Verano de la NBA, disputando cinco partidos, en los que promedió 6,8 puntos y 4,4 asistencias. El 16 de julio firmó un contrato por cuatro temporadas, tres de ellas garantizadas.
Al término de su tercera temporada con los Mavs, aumentó su rendimiento, y quedó cuarto en la votación como mejor sexto hombre de la NBA.
En su cuarta temporada en Dallas, se ganó la titularidad y mejoró sus registros. El 3 de noviembre de 2021 ante San Antonio Spurs anota 31 puntos, además de 10 rebotes. Ya en postemporada, el 18 de abril de 2022 en el segundo encuentro de primera ronda ante Utah Jazz, anota 41 puntos, su mejor registro en playoffs.
El 30 de junio de 2022 firma un contrato por 4 años y $104 millones con New York Knicks. Durante su primera temporada en Nueva York, el 9 de enero de 2023 anota 44 puntos ante Milwaukee Bucks. El 4 de febrero anota 41 puntos ante Philadelphia 76ers. El 13 de febrero anota 40 puntos ante Brooklyn Nets. Fue nombrado jugador del mes de febrero de la conferencia Este. El 31 de marzo anota 48 puntos ante Cleveland Cavaliers, su récord personal de anotación, hasta la fecha.
Al comienzo de su segunda temporada en New York, el 3 de noviembre de 2023, anota 45 puntos ante Milwaukee Bucks. El 30 de noviembre anota 42 puntos ante Detroit Pistons. El 15 de diciembre ante Phoenix Suns anota 50 puntos, incluyendo un 9 de 9 en triples, siendo el primer jugador de la historia que consigue encestar 8 triples de 8 intentos en una mitad. El 18 de enero de 2024 anota 41 puntos ante Washington Wizards, 20 de ellos en el último cuarto. El 1 de febrero alcanza los 40 puntos ante Indiana Pacers. Ese mismo día se anunció su participación como suplente en el All-Star Game, siendo la primera nominación de su carrera. El 14 de marzo anota 45 puntos ante Portland Trail Blazers. Dos días después, el 16 de marzo, anota 42 puntos ante Sacramento Kings, siendo el cuarto jugador de los Knicks que encadena dos encuentros seguidos de más de 40 puntos. El 29 de marzo consigue su mejor marca anotadora con 61 puntos ante San Antonio Spurs. Fue nombrado jugador del mes de marzo de la conferencia Este. El 7 de abril anota 43 puntos ante Milwaukee Bucks. En el siguiente encuentro, el 9 de abril, anota 45 puntos ante Chicago Bulls. El 14 de abril consigue otros 40 puntos ante los Bulls. Ya en postemporada, el 28 de abril en el cuarto encuentro de primera ronda ante Philadelphia 76ers, anotó 47 puntos, su récord personal en playoffs y máxima anotación de la franquicia en postemporada. En el quinto encuentro anotó 40 puntos. Y 41 en el sexto, cerrando la serie y convirtiéndose en el séptimo jugador en la historia de los playoffs que anota 40 o más puntos en tres encuentros consecutivos. Luego anotó otros 43 puntos en el primer encuentro de semifinales de conferencia ante Indiana Pacers, convirtiéndose en el cuarto jugador en la historia de los playoffs que anota 40 o más puntos en cuatro encuentros consecutivos. El 14 de mayo, en el quinto encuentro ante los Pacers, anotó 44 puntos.
En julio de 2024 acuerda una extensión de contrato con los Knicks por cuatro años y $156,5 millones. El 6 de agosto los Knicks le nombraron como el capitán número 36 en la historia de la franquicia. El 28 de diciembre anota 55 puntos ante Washington Wizards. El 12 de enero de 2025 anota 44 puntos ante Milwaukee Bucks. A finales de enero de 2025 se anunció su participación en el All-Star Game, siendo la segunda nominación de su carrera. El 3 de febrero anota 42 puntos y reparte 10 asistencias ante Houston Rockets. Ya en postemporada, el 1 de mayo en el sexto encuentro de primera ronda ante Detroit Pistons anotó 40 puntos. El 21 de mayo en el primer encuentro de finales de conferencia ante Indiana Pacers anotó 43 puntos.

### Selección nacional
Representó a Estados Unidos en el FIBA Américas Sub-18 de Colorado 2014, donde ganó la medalla de oro. Al año siguiente, fue integrante de la selección júnior de Estados Unidos, que ganó el oro en el Mundial Sub-19 de 2015 celebrado en Grecia, donde fue MVP del torneo.
Durante agosto y septiembre de 2023 fue integrante de la selección de Estados Unidos que participó en el Mundial de 2023 celebrado en Asia, y que finalizó en cuarto lugar, tras perder la final de consolación ante Canadá.

## Estadísticas de su carrera en la NBA

### Temporada regular
| Año      | Equipo   | PJ  | PT  | MPP  | %TC  | %3P  | %TL  | RPP | APP | ROB | TPP | PPP  |
| -------- | -------- | --- | --- | ---- | ---- | ---- | ---- | --- | --- | --- | --- | ---- |
| 2018-19  | Dallas   | 73  | 38  | 21.8 | .467 | .348 | .725 | 2.3 | 3.2 | .5  | .1  | 9.3  |
| 2019-20  | Dallas   | 57  | 16  | 17.9 | .466 | .358 | .813 | 2.4 | 3.3 | .4  | .1  | 8.2  |
| 2020-21  | Dallas   | 68  | 12  | 25.0 | .523 | .405 | .795 | 3.4 | 3.5 | .5  | .0  | 12.6 |
| 2021-22  | Dallas   | 79  | 61  | 31.9 | .502 | .373 | .840 | 3.9 | 4.8 | .8  | .0  | 16.3 |
| 2022-23  | New York | 68  | 68  | 35.0 | .491 | .416 | .829 | 3.5 | 6.2 | .9  | .2  | 24.0 |
| 2023-24  | New York | 77  | 77  | 35.4 | .479 | .401 | .847 | 3.6 | 6.7 | .9  | .2  | 28.7 |
| 2024-25  | New York | 65  | 65  | 35.4 | .488 | .383 | .821 | 2.9 | 7.3 | .9  | .1  | 26.0 |
| Total    | Total    | 487 | 337 | 29.2 | .489 | .389 | .823 | 3.2 | 5.0 | .7  | .1  | 18.1 |
| All-Star | All-Star | 2   | 1   | 12.8 | .353 | .231 | —    | 2.0 | 4.0 | 1.0 | .0  | 7.5  |

### Playoffs
| Año   | Equipo   | PJ | PT | MPP  | %TC  | %3P  | %TL  | RPP | APP | ROB | TPP | PPP  |
| ----- | -------- | -- | -- | ---- | ---- | ---- | ---- | --- | --- | --- | --- | ---- |
| 2021  | Dallas   | 7  | 0  | 16.3 | .455 | .462 | .749 | 2.6 | 1.4 | .0  | .0  | 8.0  |
| 2022  | Dallas   | 18 | 18 | 34.9 | .466 | .347 | .800 | 4.6 | 3.7 | .8  | .1  | 21.6 |
| 2023  | New York | 11 | 11 | 40.3 | .474 | .325 | .912 | 4.9 | 5.6 | 1.5 | .1  | 27.8 |
| 2024  | New York | 13 | 13 | 39.8 | .444 | .310 | .775 | 3.3 | 7.5 | .8  | .2  | 32.4 |
| 2025  | New York | 18 | 18 | 37.8 | .461 | .358 | .851 | 3.4 | 7.0 | .4  | .3  | 29.4 |
| Total | Total    | 67 | 60 | 35.6 | .460 | .342 | .826 | 3.9 | 5.4 | .7  | .1  | 25.4 |

## Vida personal
Es hijo de Rick y Sandra Brunson, que se conocieron mientras asistian a la universidad de Temple, donde su padre jugaba al baloncesto. Su padre disputó nueve temporadas en la NBA.
Tiene una hermana, Erica (n. 2001).
A finales de junio de 2024 participó, junto a Tyrese Haliburton, en el evento WWE SmackDown.